# 艾伦·J·巴德
艾倫·約瑟夫·巴德（英語：Allen Joseph Bard，1933年12月18日—2024年2月11日），美國化學家，同時是德克薩斯州大學奧斯汀分校哈克曼-威爾許董事講座教授與化學系電化學中心主任。巴德在掃描電化學顯微鏡發展上貢獻不少基礎性工作；與他人一同發現電化學發光現象；在半導體電極的光電化學關鍵上做出貢獻，並在電化學領域上與拉里·福克納共同創作一本重要的教科書，被公認為“現代電化學之父”。

## 早期
艾倫·巴德出生於1933年12月18日的紐約市，青年時期就讀於布朗克斯科学高中，隨後於1955年在紐約市立學院畢業。後來巴德在哈佛大學深造，並分別在1956年與1958年獲得碩士與哲學博士學位。

## 研究領域
自1958年起，巴德開始在德州大學奧斯汀分校任教，並投注所有精力在研究上。然而，他在1973年期間暫停任教，並於讓·米歇爾·薩維特（Jean-Michel Savéant）研究室進行研究。巴德還花費一學期的時間於加利福尼亞理工學院，取得薛曼·米爾斯·菲爾查德學者（Sherman Mills Fairchild Scholar）頭銜。1987年春季期間，巴德受到貝克講師的規格在康乃爾大學演講。1988年，巴德擔任哈佛大學罗伯特·伯恩斯·伍德沃德客座教授。
巴德目前已發表過900多篇同行評審研究論文、75本出版物，同時擁有23項專利；當中他所著作的過的書籍有《化学平衡》（Chemical Equilibrium）、《电化学方法—原理及应用》（Electrochemical Methods – Fundamentals and Applications）、《集成化学系统---纳米技术的化学方法》（Integrated Chemical Systems: A Chemical Approach to Nanotechnology）等。其中，巴德又為電化學英文文本定義做出貢獻。
2006年，電化學中心（The Center for Electrochemistry）正式成立，該中心旨在與不同類型的電化學機構之間建立一個合作組織，而巴德及他的團隊是電化學中心光最初研究人員之一，並一同研究電致化學發光領域。利用電致化學產生的光可用於敏感性分析，目前可應用於各種生物和醫學用途上，包括確定個體是否具有HIV或分析DNA等。巴德領導的小組還採用電化學方式研究化學難題、進行有機電化學、光電化學、電致化學發光、電分析化學等研究。

## 個人生活
艾倫·巴德的妻子為弗蘭·巴德（Fran Bard），她在2016年8月去世。兩人有2個孩子與4個孫子。

## 獎項與榮耀
艾倫·巴德曾獲得不少獎項，包括在2002年獲得普利斯特里獎，以及2008年獲得的沃爾夫化學獎。他在1990年時就入選美國文理科學院院士，在此之前曾於1982年入選美國國家科學院院士。
2013年2月1日，美國總統巴拉克·歐巴馬將美國政府對科學家最高榮譽的美國國家科學獎章頒發給艾倫·巴德，感謝他在電化學領域貢獻卓越。另外，與巴德一同獲獎的還有在現代鋰離子電池貢獻卓越的約翰·B·古迪納夫。
2014年1月13日，艾倫·巴德與安德魯·塞斯勒一同獲得恩里科·費米獎。
美國電化學學會為了紀念艾倫·巴德，在2013年創立艾倫·巴德獎，給在電化學領域貢獻卓越的科學家。

## 外部連結
- Center for Electrochemistry at UT （页面存档备份，存于）（英文）
- The Bard Group at UT （页面存档备份，存于）（英文）
- "Goodenough, Bard Win National Medals of Science" （页面存档备份，存于）（英文）